# Crusnes
Crusnes település Franciaországban, Meurthe-et-Moselle megyében. Lakosainak száma 1559 fő (2022. január 1.). Crusnes Audun-le-Tiche, Aumetz, Bréhain-la-Ville, Errouville és Villerupt községekkel határos.

## Népesség
A település népességének változása:
| Lakosok száma | 2186 | 1590 | 1602 | 1604 | 1626 | 1592 | 1579 | 1574 | 1565 | 1559 |
|               | 1968 | 1982 | 1999 | 2006 | 2011 | 2015 | 2017 | 2018 | 2020 | 2022 |